# Kovács Ákos (író)
Kovács Ákos (Győr, 1968 –) Zsoldos Péter-díjas magyar sci-fi-író.

## Élete
Szülővárosában érettségizett a Jedlik Ányos Gépipari Szakközépiskolában, azóta is itt él és dolgozik a Magyar Telekom alkalmazásában.
Első novellája 2005-ben jelent meg, majd 2010-ben az első könyve, a Vágyálmok ligája, és 2013-ban az Az Áradás Krónikája. További írásai a Terra fantasztikus irodalmi antológiában és az Új Galaxis tudományos-fantasztikus antológiában olvashatók.
2011-ben a 33. Eurocon találkozón Stockholmban a legjobb elsőkönyves szerzőknek az országok jelölése alapján Encouragement-díjat adtak át. Magyarországról ezt az elismerést Kovács Ákos érdemelte ki a Vágyálmok ligája című könyvéért.

## Művei
- Vágyálmok ligája; Scolar, Bp., 2010
- Az Áradás Krónikája; Scolar, Bp., 2013 – Zsoldos Péter-díj
- A kehelyhozó; Scolar, Bp., 2016